# المرقب (خيران المحرق)

تعديل مصدري - تعديل

المرقب هي إحدى قرى عزلة مسروح بمديرية خيران المحرق التابعة لمحافظة حجة، بلغ تعداد سكانها 408 نسمة حسب تعداد اليمن لعام 2004.